# Недолужко Владлен Григорович
Недолужко Владилен Григорович (рос. Недолужко Владилен Григорьевич; нар. 6 березня 1926 — пом. 31 січня 1998) —  
радянський і український актор і кінорежисер. Нагороджений медалями.

## Біографічні відомості
Народ. 6 березня 1926 р. у м. Мценськ Орловської обл. (Росія) в родині службовців. Помер 31 січня 1998 р.
Закінчив акторський факультет Московського державного інституту театрального мистецтва (1948). 
Був актором Куйбишевського театру юного глядача (1948–1949), Куйбишевського театру драми ім. М.Горького (1949–1950), Брянського драматичного театру (1951–1958), режисером Брянської студии телевидения (1958–1959), режиссером и главным режиссером Куйбишевської студій телебачення (1959–1967).
У 1969 р. — переїхав з сім'єю до Одеси та став режисером Одеської студії телебачення. Працював на Українській студії телевізійних фільмів. 
Був членом Національної Спілки кінематографістів України.

## Фільмографія
Створив стрічки: 
- «Старий у потертій шинелі» (1964, короткометражний)
- «Поїзд смерті» (1967)
- «Тривожні ночі в Самарі» (1970, т/ф, у співавт.)
- «Клавдія Бондарева» (1972)
- «Стояти у готовності»!
- «Одна сім'я» (1973)
- «Виходжу на родан» (1974)
- «Тут мій причал» (1975, у співавт. з Р. Мурадяном)
- «Прошу зелений» (1976)
- «Складові успіху» (1977)
- «Асканійський меридіан» (1980)
- «Чекаю на свою зустріч» (1981)
- «Дунай — ріка дружби» (1981)
- «Нива нашого завтра» (1983) та ін.